# Jaroslav Paur
Jaroslav Paur (25. července 1918 Kladno – 21. prosince 1987 Praha) byl český malíř období civilismu, realismu a abstrakce.

## Život
Narodil se do hornické rodiny v Dubí u Kladna. Od mládí se vedle malířství intenzivně zabýval astronomií. Tento zájem ovlivnil i jeho tvorbu. Během druhé světové války studoval na Ukrajinské akademii v Praze (prof. Jan Ivan Kulec), souběžně navštěvoval kurzy kresby u prof. Miloše Maliny (Malířská škola Spolku výtvarných umělců Mánes). Roku 1945 byl přijat rovnou do třetího ročníku malířského ateliéru prof. Jakuba Obrovského na Akademii výtvarných umění v Praze, kde absolvoval roku 1949. Ještě jako student byl roku 1946 přijat za člena SVU Mánes. Žil a tvořil nejprve na Kladně, roku 1963 se usadil v Praze, kde také roku 1987 zemřel.

### Ocenění
- 1949 - vyznamenán polským rytířským řádem Polonia restituta , za cyklus obrazů Varšava.
- 1968 - jmenován zasloužilým umělcem.

## Dílo

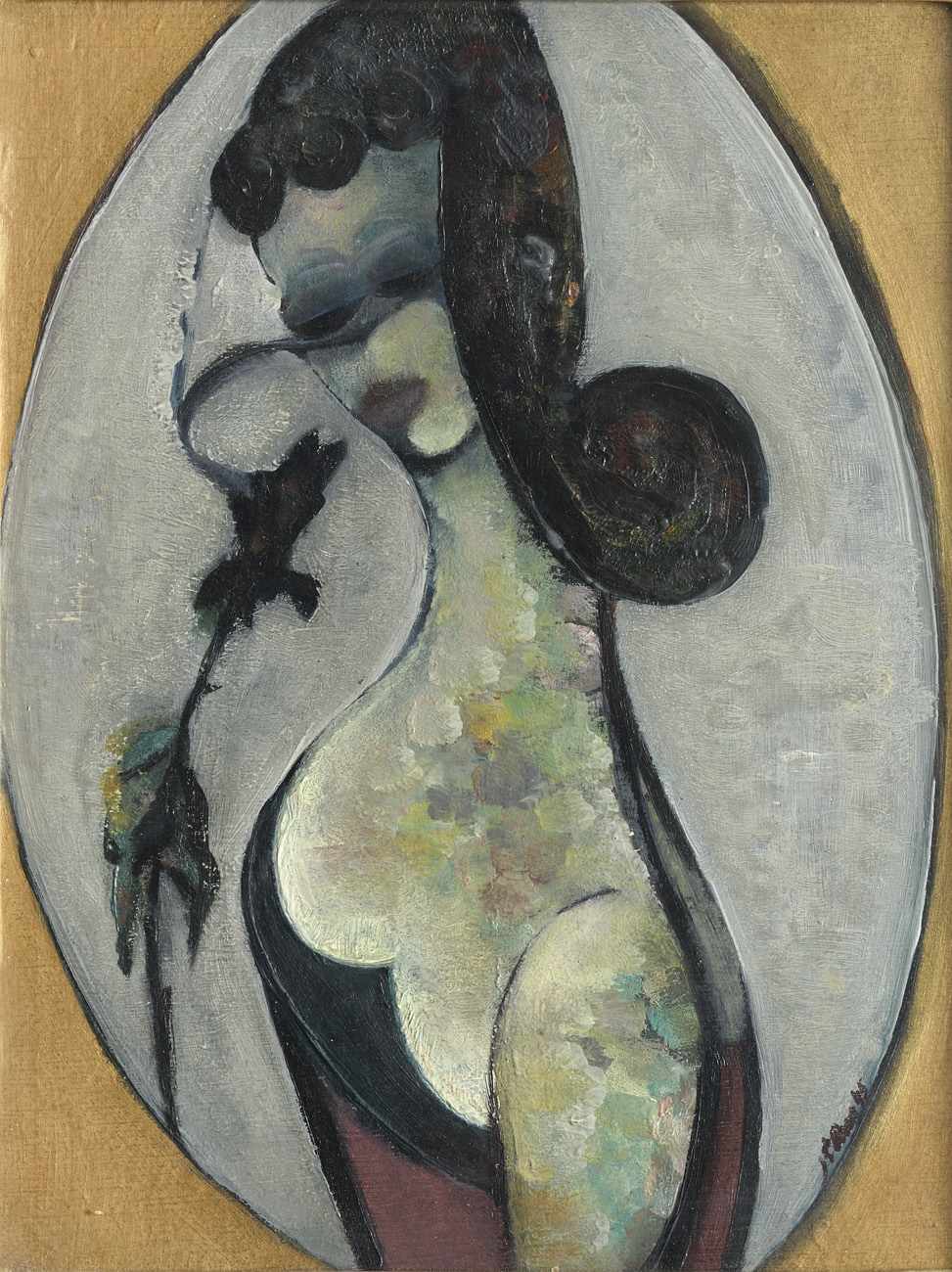
Jaroslav Paur, Vdova, 1944

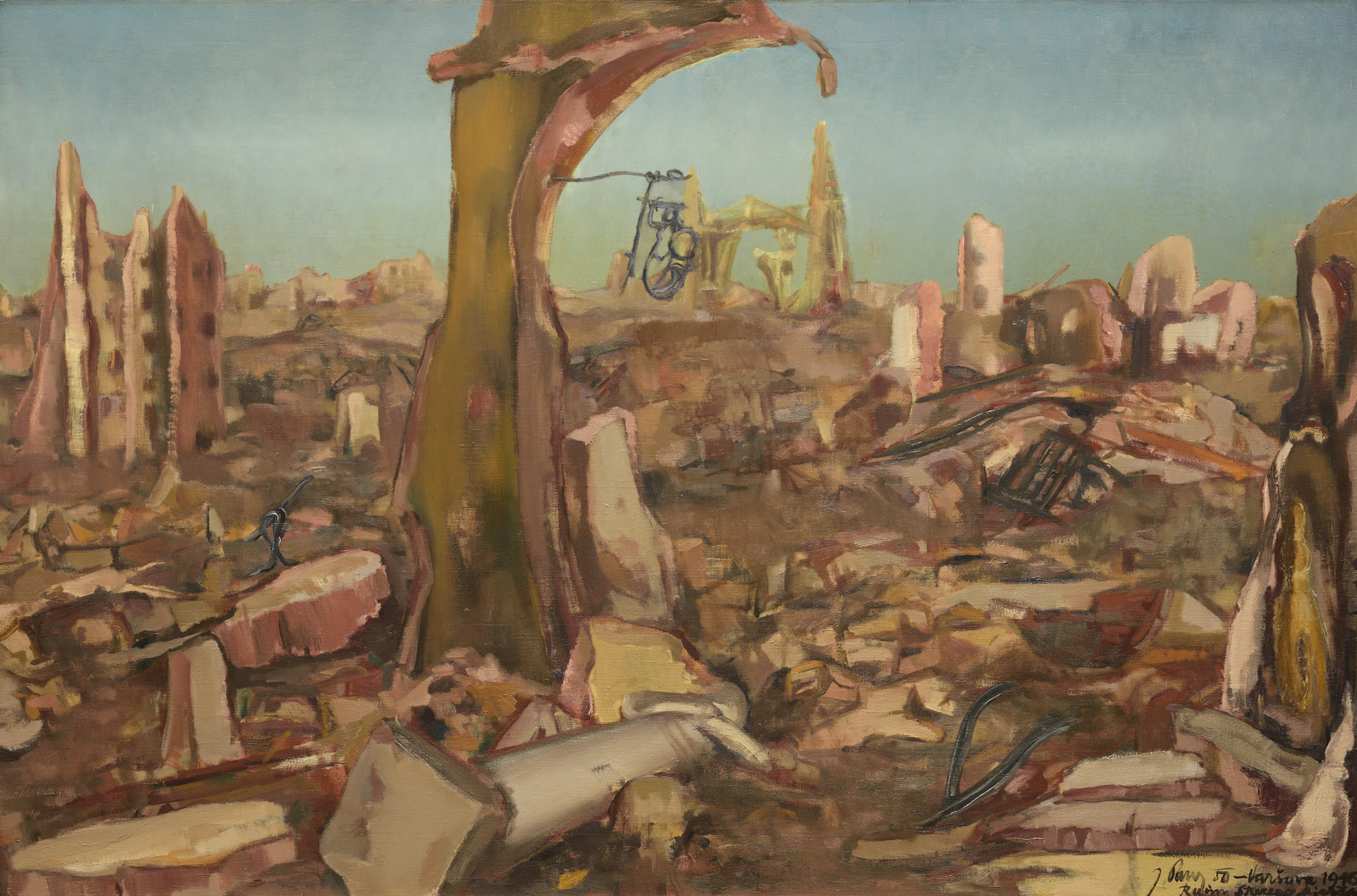
Jaroslav Paur, Varšava, 1946

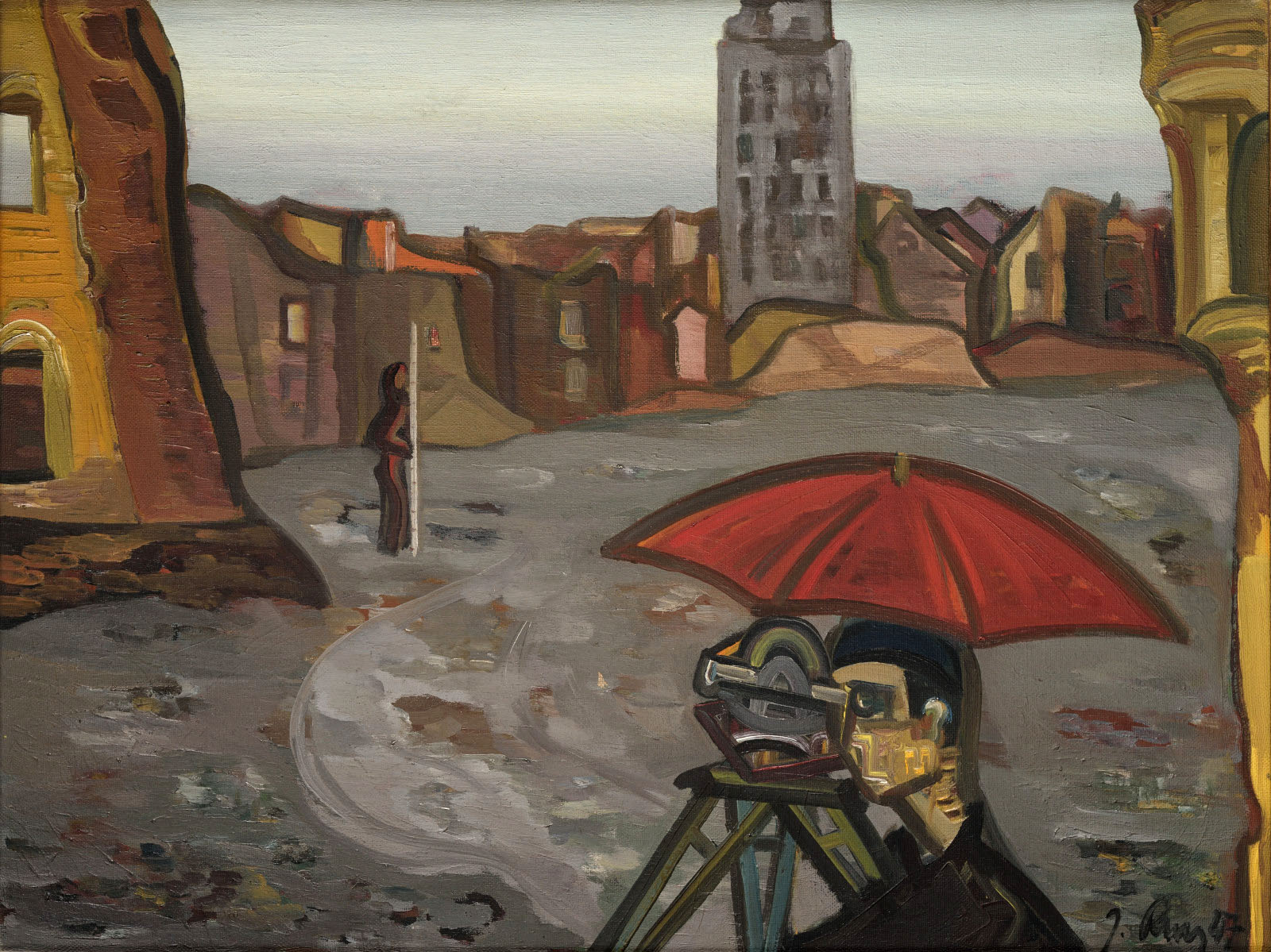
Jaroslav Paur, Měření, 1947

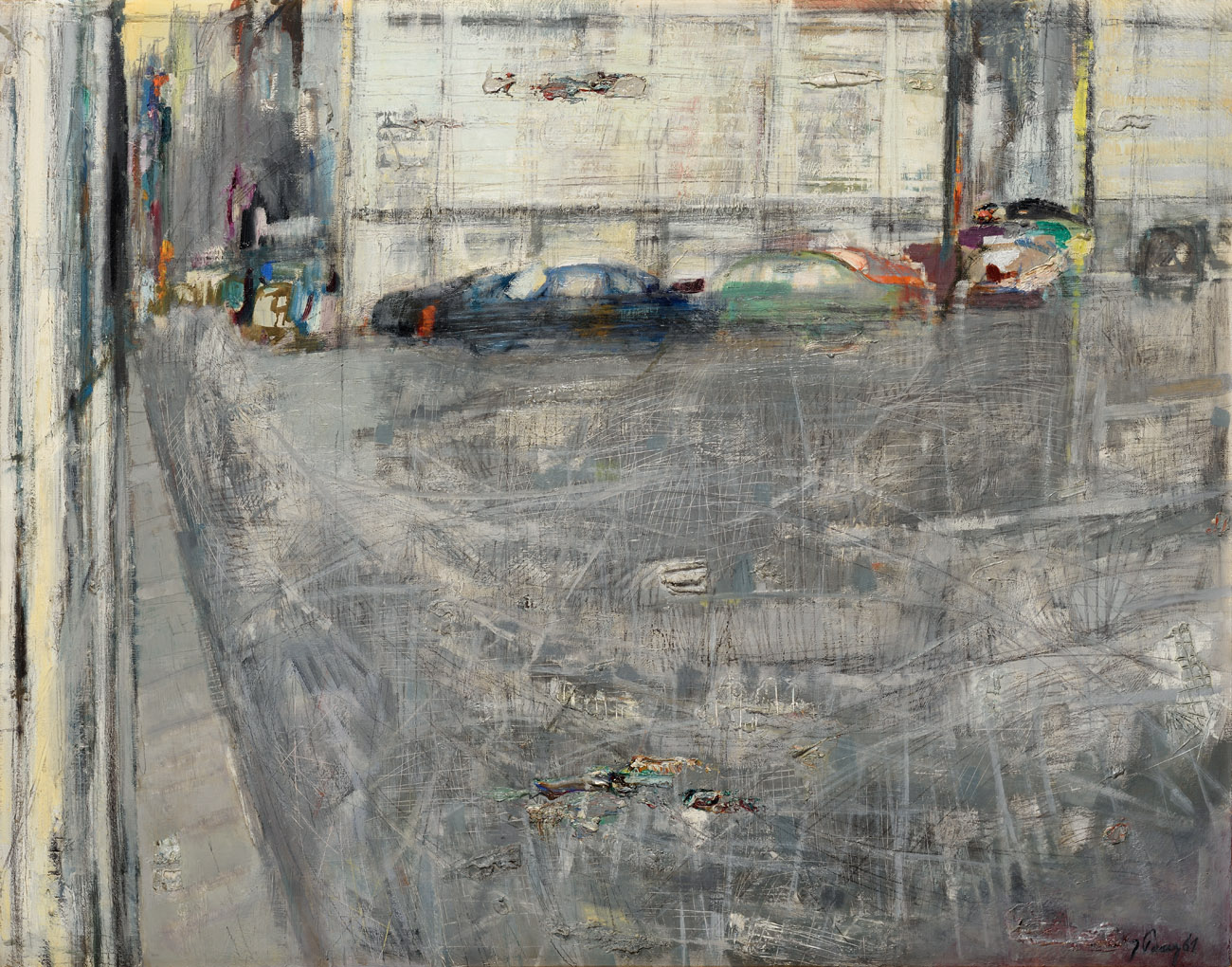
Jaroslav Paur, Město, 1961

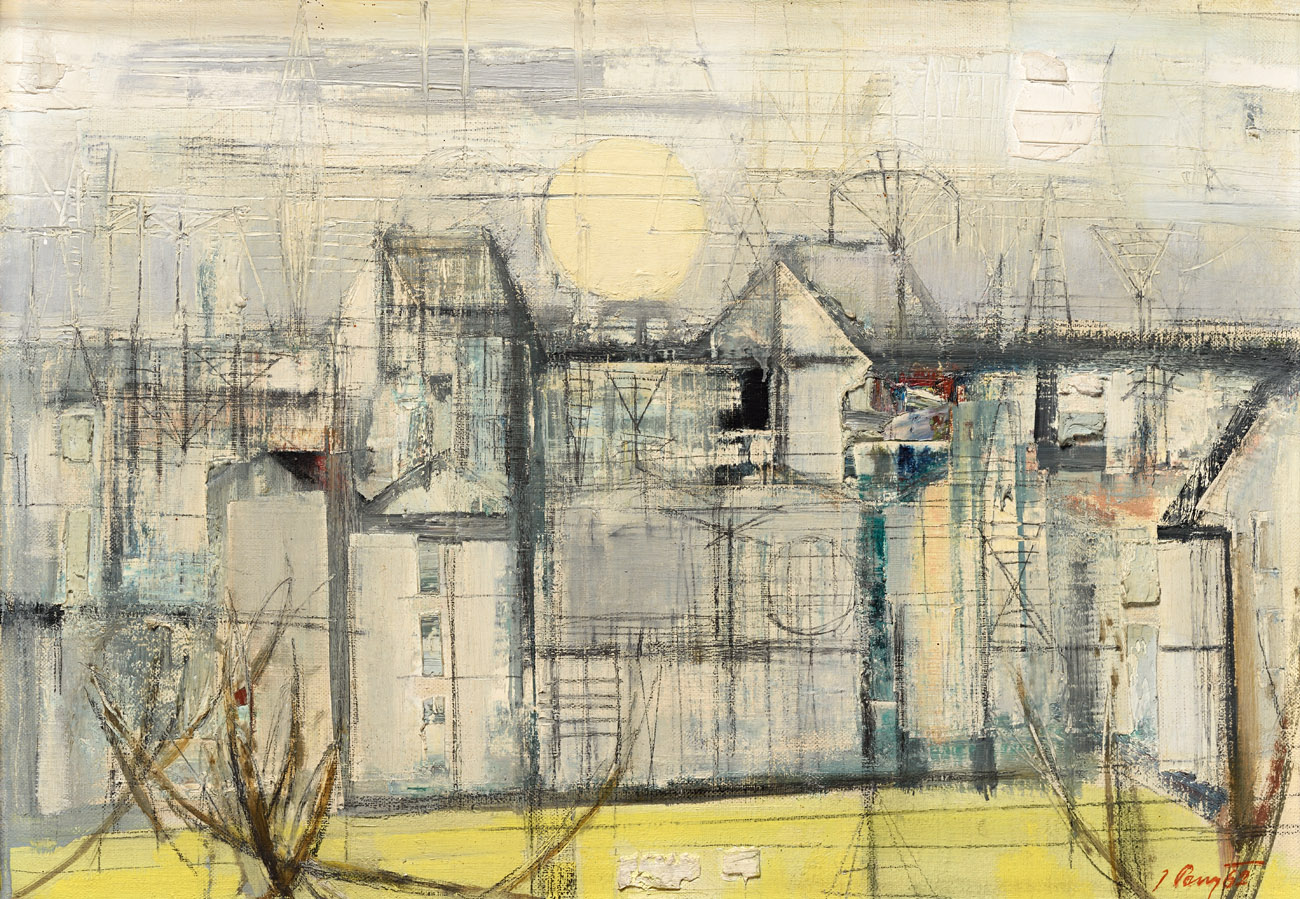
Jaroslav Paur, Město, 1962

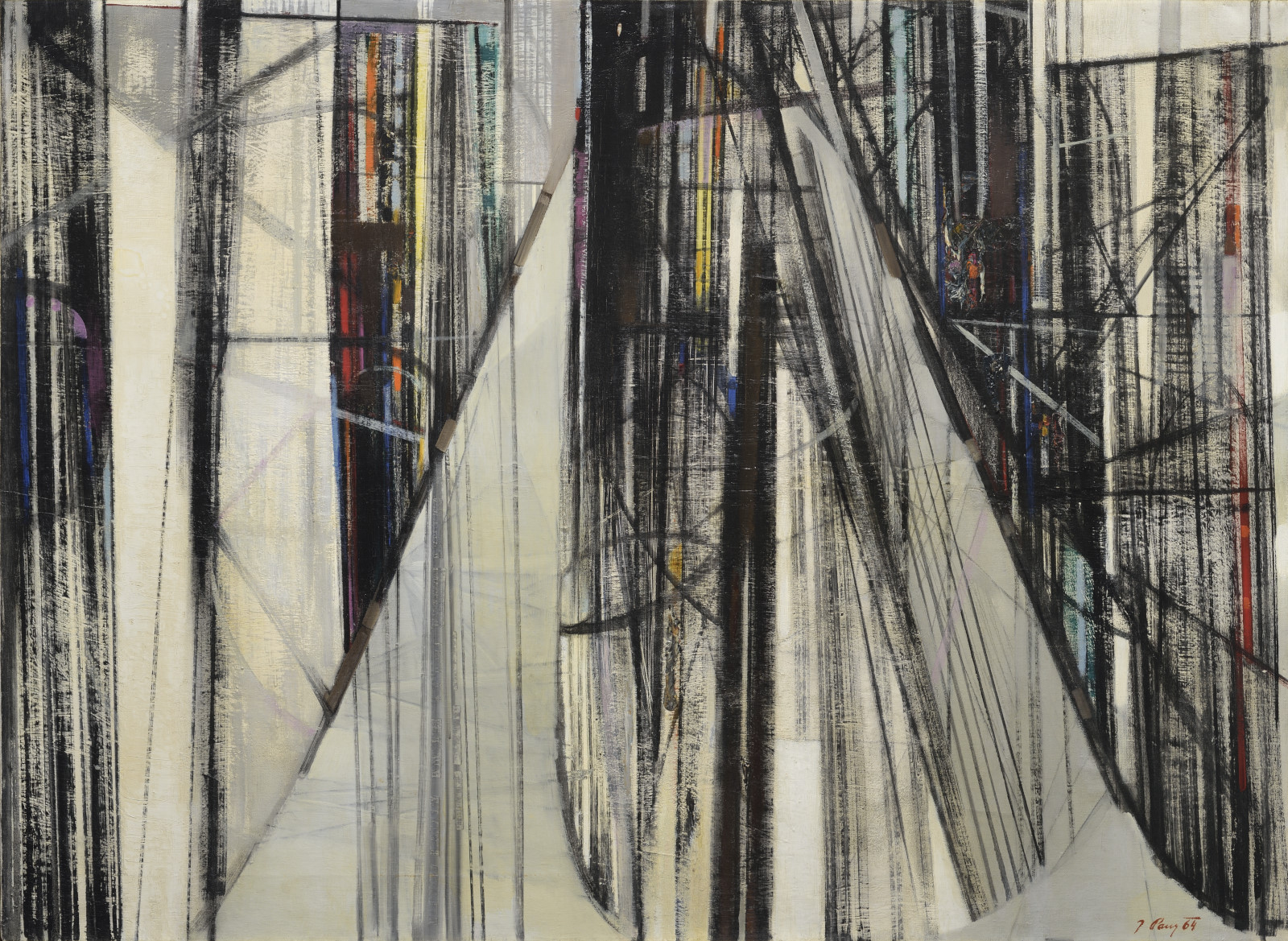
Jaroslav Paur, Ulice, 1964

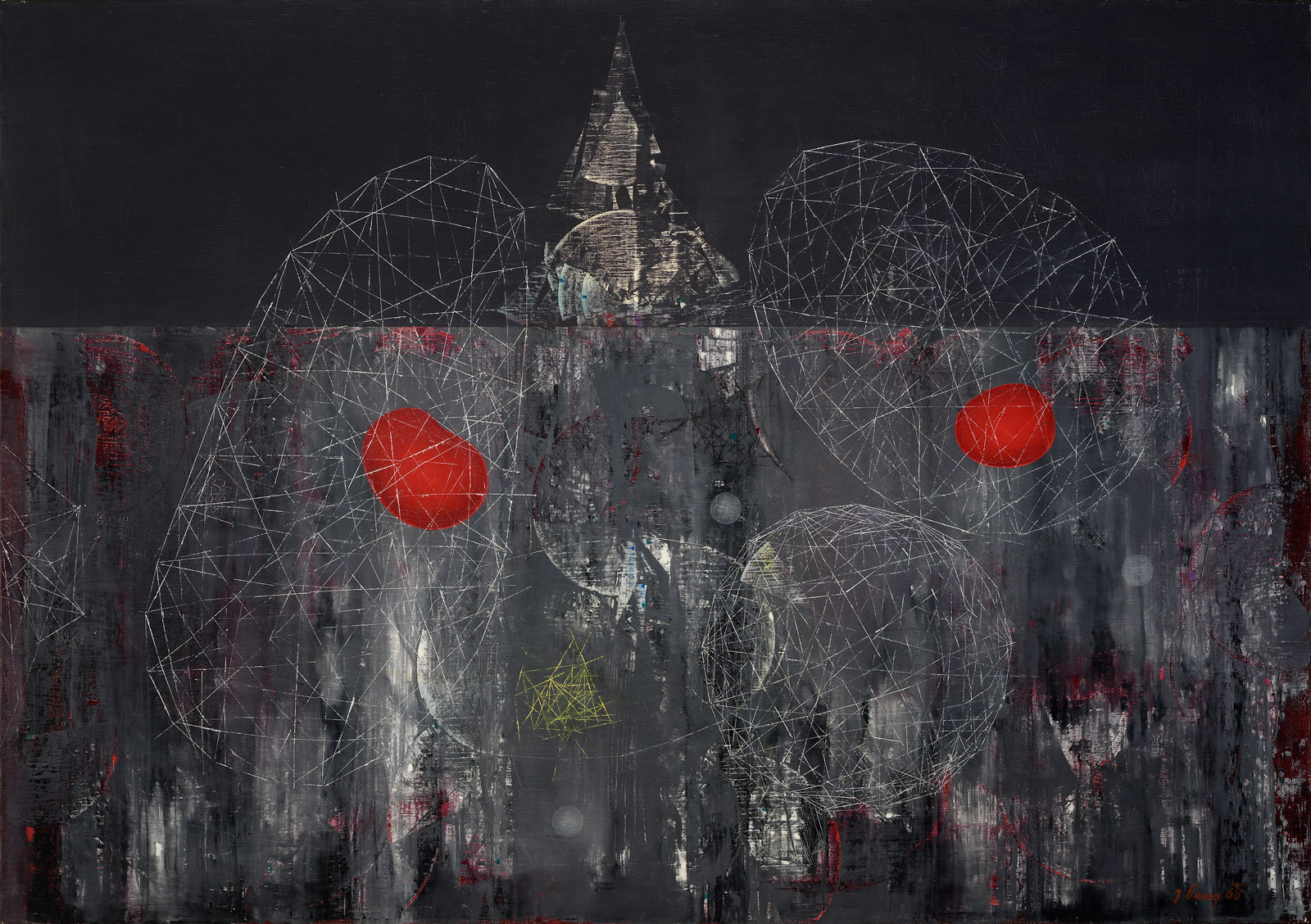
Jaroslav Paur, Krystaly a jádra, 1968

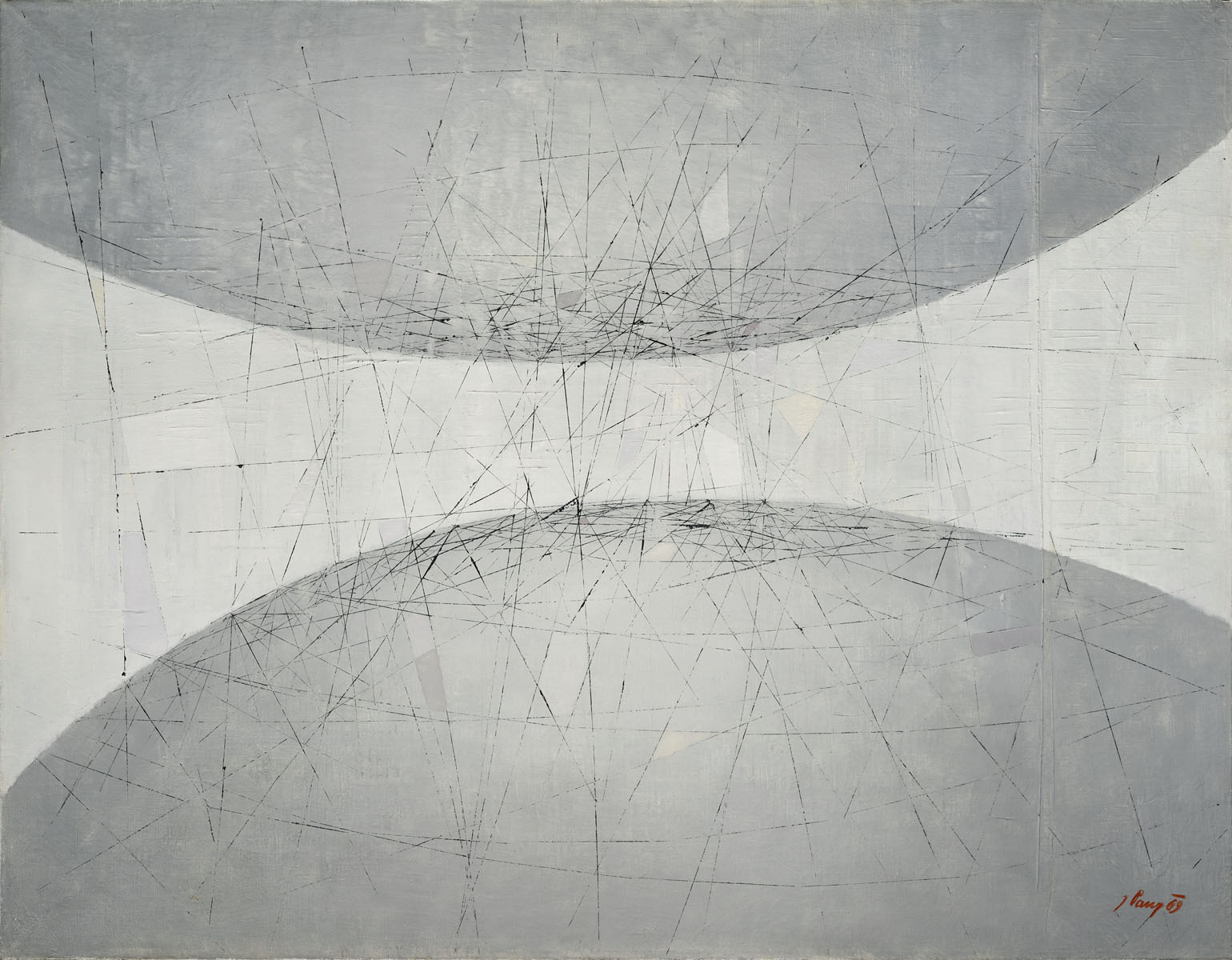
Jaroslav Paur, Setkání, 1969

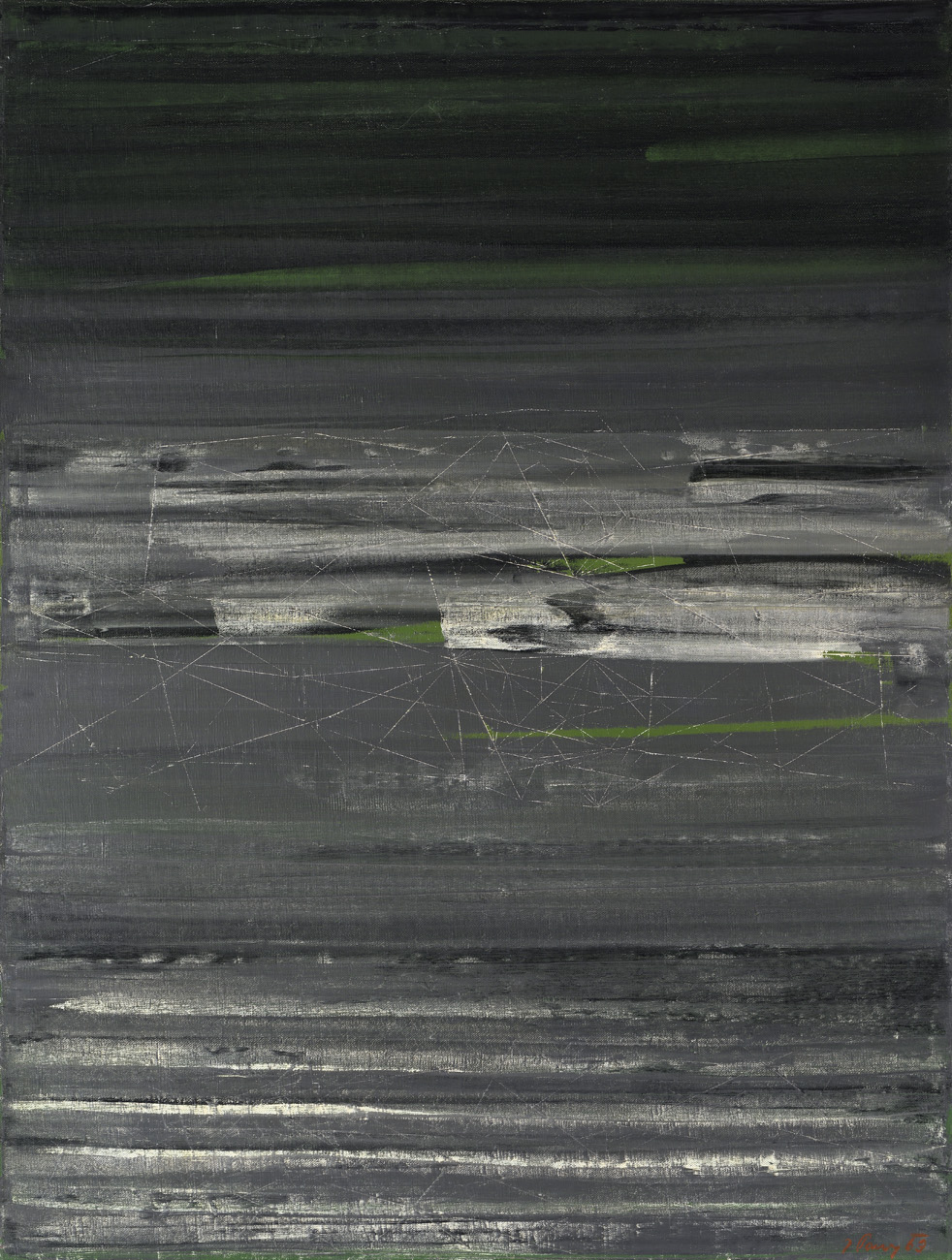
Jaroslav Paur, Napětí II., 1969

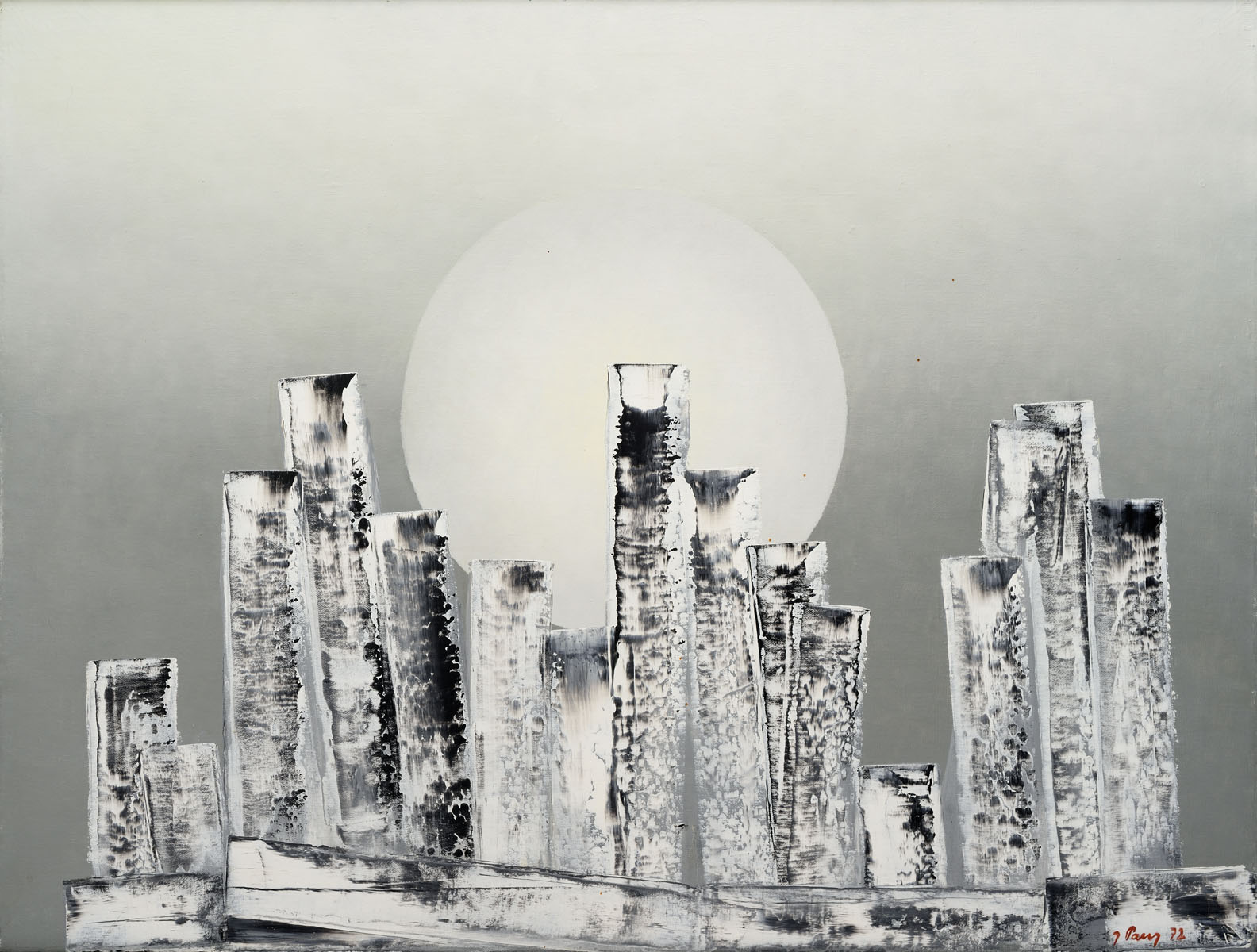
Jaroslav Paur, Město I., 1972

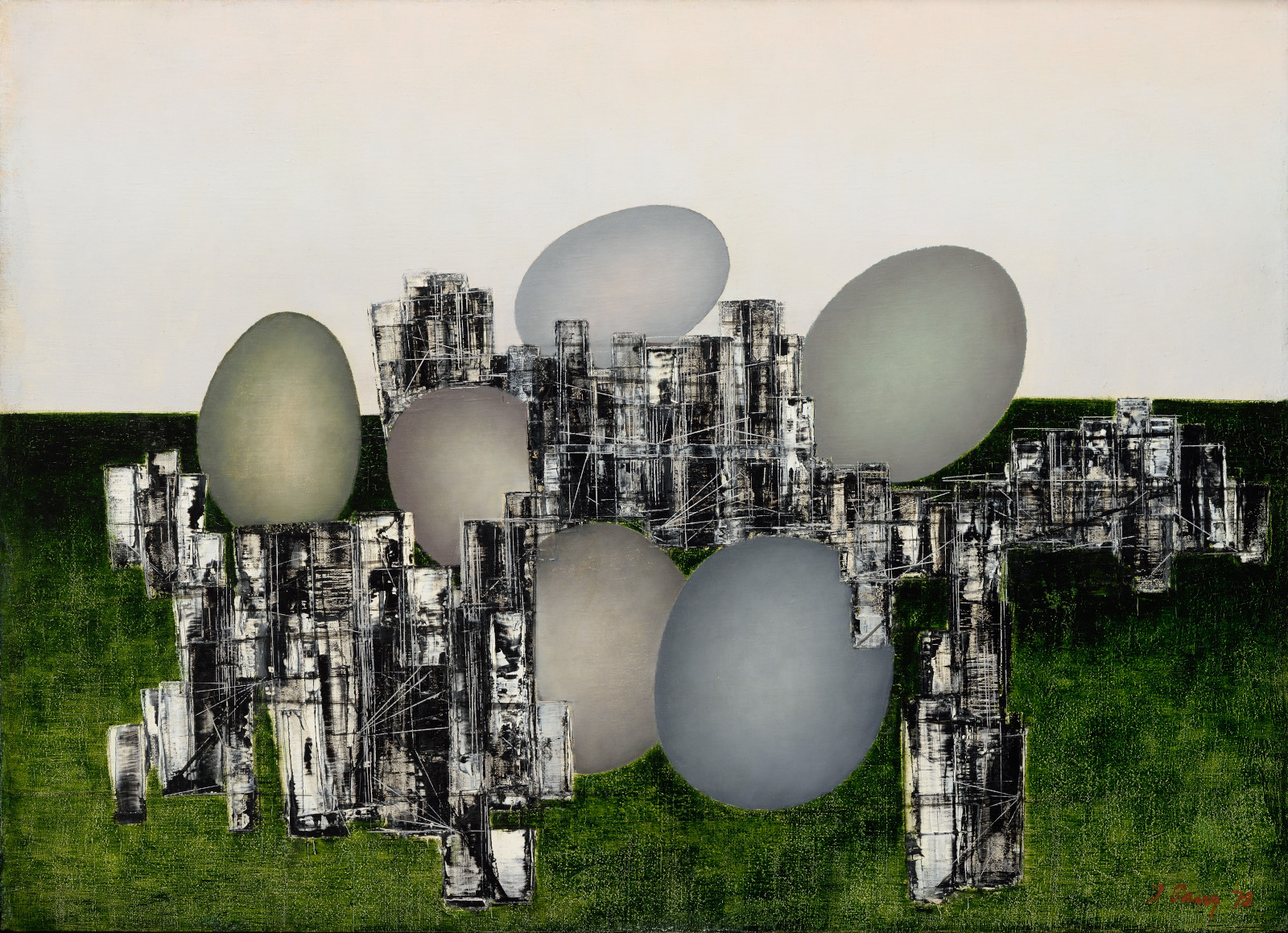
Jaroslav Paur, Nové město, 1978

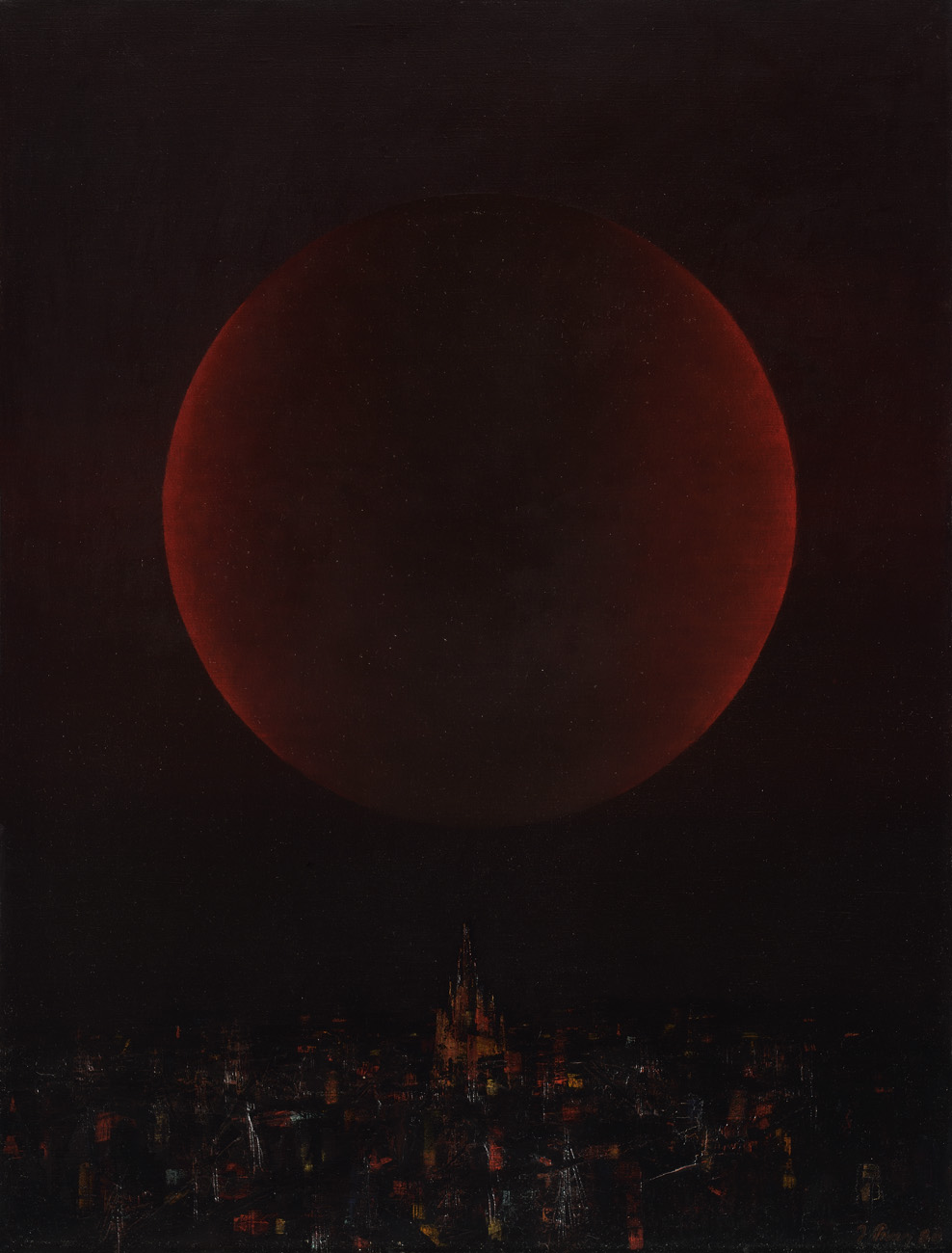
Jaroslav Paur, Spálené město, 1980

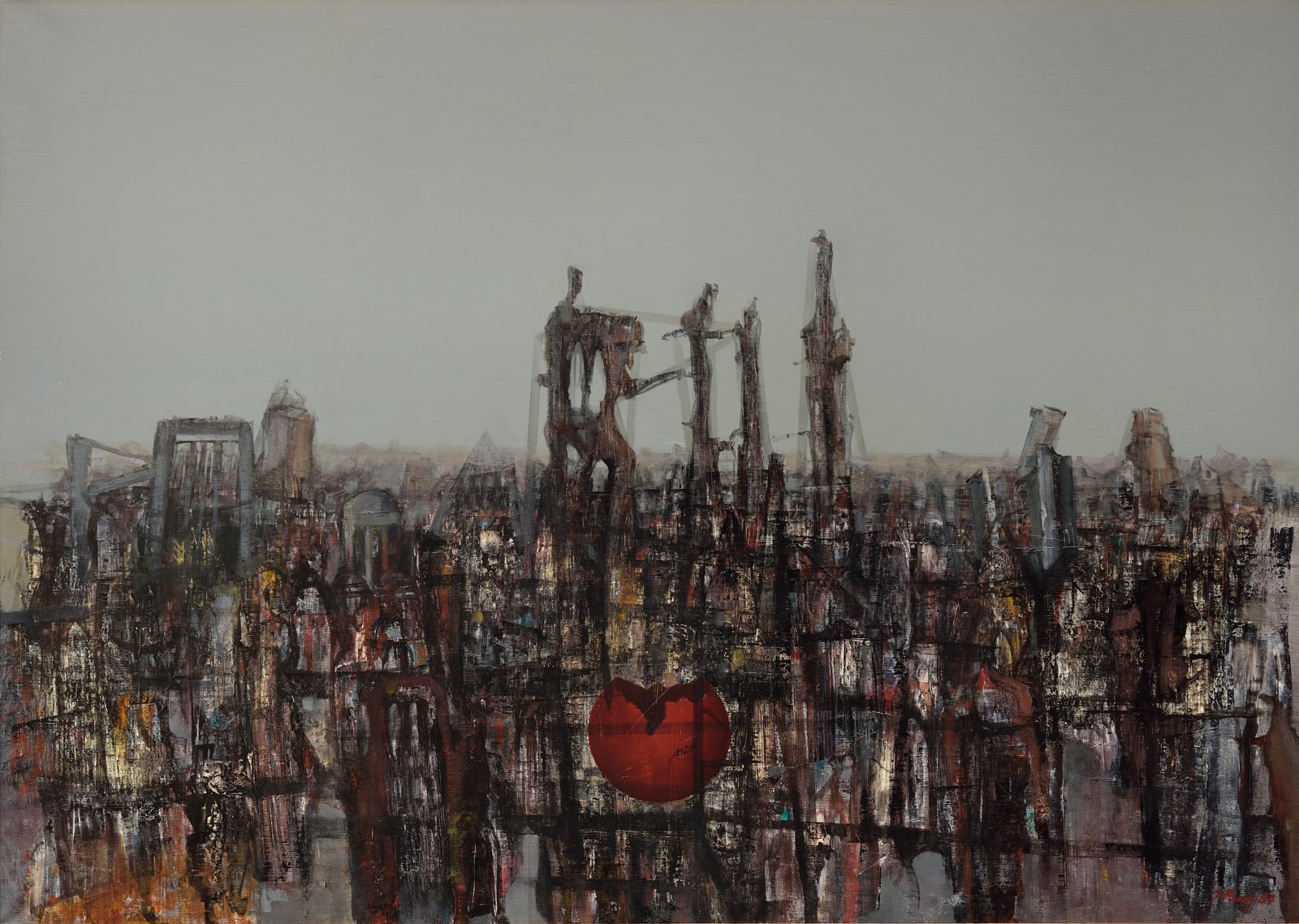
Jaroslav Paur, Zde lidé nežijí, 1984

Jaroslav Paur byl výrazným představitelem umělecké generace, kterou zásadně ovlivnila 2. světová válka. I když se svou civilizační tematikou blížil např. Skupině 42, stál mimo jakákoliv umělecká uskupení a tvořil jako solitér. Jeho primární obrazotvornost formovala industriální estetika rodného kladenska a obecně městský prostor, který se následně stal jeho erbovním tématem.
Jeho tíživě melancholické obrazy ze 40. let svědčí o sklonu k citlivému zpředmětňování romantických představ. Trvalé pronikání smyslu pro skutečnost se snovou představivostí – základní princip malířovy celoživotní tvorby – se prvně projevil v cyklu Imaginativní krajiny. Důležitým pro něj byl také námět suchých květin, které mu sloužily jako symbolické podobenství života za války. Ve 40. letech namaloval také řadu figurálních kompozic, z nichž mnohé vykazují vliv syntetického kubismu.
Roku 1946 odjel na studijní pobyt do Varšavy. Pod dojmem rozbombardovaného města, které pomalu začínalo povstávat z trosek, vytvořil mezi lety 1946–48 soubor kreseb a olejomaleb Varšava 1946, za nějž byl roku 1949 vyznamenán polským rytířským řádem Polonia restituta. Paralelně vytvářel obrazy v duchu civilistní městské poetiky (např. cyklus Výkladních skříní či Figurín).
V 50. letech se krátce odklonil k době poplatným námětům, hlavně se ale věnoval expresivně pojaté lyrické krajinomalbě (série jihočeských scenérií) a také portrétům.
Mezníkem jeho tvorby se stala návštěva Paříže roku 1959, která v něm uvolnila dosud skryté námětové zdroje, jež pak znovu nacházel v pražských ulicích. Pod vlivem tohoto zážitku opouští temné tóny a objevuje paletu šedavých a bělavých odstínů, často ve výrazném strukturálním zpracování. Z jeho obrazů definitivně mizí figurální složka, ačkoliv zvláště ve čtyřicátých letech figura tvořila základ jeho maleb. Hlavním a jediným tématem jeho tvorby se stalo město v jeho četných metamorfózách a významech.
Na počátku 60. let nesou Paurovy obrazy ještě řadu konkrétních znaků, i ty se ale záhy vytrácejí. Soustředí se na výrazové i obsahové hodnoty malby a částečně také rozvíjí aktuální prvky abstraktně-informelní estetiky. Důležitou součástí jeho kompozic se stává jakási tajuplná atmosféra monumentálně koncipovaných abstraktních městských krajin, které v některých případech evokují až jakési kosmické struktury.
Motiv Slunce či Měsíce, který se v jeho obrazech uplatňoval již během 60. Let, se v 70. letech transformuje do podoby umělého satelitu, který zůstane Paurovým charakteristickým znakem. Temně zářící nebeská tělesa se vznášejí nad městem rozpínajícím se do nekonečné struktury. Někdy se neživotné útvary shlukují do drůz, skeletů, krystalů či solitérních menhirů, které ční nad nízkým horizontem krajiny nebo plují v hloubce kosmického prostoru. Jediným prvkem, který evokuje lidskou civilizaci, nebo spíše její trosky, je často se opakující motiv katedrály, který se v Paurově díle objevuje již od dob Varšavského cyklu.
Námětům děl se přizpůsobila i malířova technika: Z mnohavrstevnatého nátěru barev, vzájemně prosvítajících do svrchních past, uhlazovaných četnými lazurami, staví jemnou tkáň malby, na níž pracuje nejen štětcem, špachtlí a nožem, ale i prsty. Kombinace plastických struktur a přesně uvážených hladkých ploch je protkaná sítí jemných čar a ostrých vrypů zpevňujících grafickou osnovu malby. Barevná škála získává na větším koloristickém rozpětí i na výraznějším kontrastu vůči převážně temnému pozadí. Zdánlivě statická kompozice vzbuzuje pocit „utkvění v čase“ s masivním vnitřním napětím.
Hluboce imaginativní povaha Paurova malířského díla, obsahující snovou obrazotvornost postavenou na základě logického myšlení, je neobyčejně autentickou výpovědí o vztahu člověka k městské aglomeraci, v níž jsou vedle lyricko-poetických tendencí velmi silně obsažena naléhavá existenciální vyjádření.

### Zastoupení ve sbírkách
- Národní galerie v Praze
- Alšova Jihočeská galerie v Hluboké nad Vltavou
- Galerie hlavního města Prahy
- Muzeum hlavního města Prahy
- Galerie moderního umění v Hradci Králové
- Galerie moderního umění v Roudnici nad Labem
- Galerie Středočeského kraje – GASK, Kutná Hora
- Galerie výtvarného umění v Chebu
- Galerie výtvarného umění v Náchodě
- Galerie výtvarného umění v Ostravě
- Galerie umění Karlovy Vary
- Galerie Zlatá husa, Praha Moravská galerie v Brně
- Muzeum umění Olomouc
- Národní galerie v Káhiře, Egypt
- Muzeum narodowe w Warszawie, Varšava, Polsko
- Oblastní galerie Vysočiny v Jihlavě
- Oblastní galerie výtvarného umění v Liberci
- Severočeská galerie výtvarného umění v Litoměřicích Východočeská galerie v Pardubicích
- 8smička, Humpolec
- Sophistica Gallery, Praha
- Magyar Nemzeti Galeria, Budapešť, Maďarsko
- veřejné a soukromé sbírky v ČR i v zahraničí

### Samostatné výstavy (výběr)
- 1943 Jaroslav Paur, Kladenské divadélko, Kladno
- 1945 Jaroslav Paur, Kračmarova galerie, Kladno
- 1948 Jaroslav Paur: Varšava, Kračmarova galerie, Kladno, Klub młodych artystów, Varšava, Polsko
- 1949 Jaroslav Paur: Varšava 1946, Topičův salon, Praha
- 1960	Jaroslav Paur: Výběr z díla, Galerie Václava Špály, Praha
- 1962 Jaroslav Paur: Obrazy z let 1959–1961, Galerie Václava Špály, Praha
- 1963	Karel Hladík – plastiky; Jaroslav Paur – obrazy, Kladenský zámek – Dům osvěty a Muzeum, Kladno
- 1964	Jaroslav Paur, Československé kulturní středisko, Budapešť, Maďarsko
- 1964	Jaroslav Paur: Obrazy, Dům umění, Olomouc
- 1964	Jaroslav Paur, Československé kulturní středisko, Káhira, Alexandrie, Egypt
- 1965 	Jaroslav Paur: Obrazy z let 1962 – 1964, Galerie Václava Špály, Praha
- 1970	Jaroslav Paur – Tělesa a prostory, Nová síň, Praha
- 1979	Jaroslav Paur: Obrazy, Galerie Vincence Kramáře, Praha
- 1981	Jaroslav Paur: Obrazy, Severočeská galerie výtvarných umění v Litoměřicích
- 1982 Jaroslav Paur: Obrazy, Galerie Platýz, Praha
- 1984/1985 Jaroslav Paur – Výběr z díla, Galerie Václava Špály, Praha
- 1999	Jaroslav Paur: obrazy, Galerie Vltavín, Praha
- 2000	Jaroslav Paur: obrazy, Kramářova galerie, Praha
- 2017	Jaroslav Paur, Museum Kampa, Praha

### Kolektivní výstavy (výběr)
- 1946	Mánes 1946, Mánes, Praha / Prague.
- 1959	IV. přehlídka československého výtvarného umění. Mánes, Jízdárna Pražského hradu, Praha.
- 1965 České moderní malířství, Zámek Nelahozeves.
- 1965 České a slovenské malířství první poloviny 20. století. Národní galerie v Praze, Praha.
- 1965	Mánes 65 a hosté, Mánes, Praha.
- 1965 VIII. Bienále, Sao Paulo, Brazílie.
- 1966 12 Tschechische Künstler, Worpsweder Kunsthalle, Worpswede, NDR
- 1967	České umění XX. století ze sbírek Středočeské galerie, Dům umění města Brna, Brno / Zámek Nelahozeves.
- 1967	Poezie města, Galerie Československý spisovatel, Praha.
- 1967 Ze současné tvorby našich malířů (Obrazy z let 1957 – 1966), Východočeská galerie v Pardubicích.
- 1967 Współczesna plastyka z Pragi (XX. Festival Sztuk plastycznych), Galeria Sztuki BWA, Sopot, Polsko.
- 1968 České malířství od doby Osmy. Východočeská galerie v Pardubicích.
- 1976	Obrazy a plastiky ze sbírek GHMP 1970 – 1975, Galerie hlavního města Prahy, Staroměstská radnice, Praha.
- 1977 České maliarstvo a sochárstvo 20. storočia – prírastky Galerie hl. města Prahy. Mirbachov palác, Galéria mesta Bratislavy, Bratislava, Slovensko.
- 1979 České umění 1945/1975, Alšova jihočeská galerie v Hluboké nad Vltavou.
- 1981 Čas bojů a vítězství. České výtvarné umění let 1938 – 1950, Galerie hlavního města Prahy, Staroměstská radnice, Praha.
- 1982 Česká figurativní malba 40. let: II., Galerie moderního umění v Roudnici nad Labem.
- 1987	S.V.U. Mánes, Mánes, Praha
- 1988 Z pokladů Severočeské galerie: Výstava ke 30. výročí otevření galerie, Severočeská galerie výtvarného umění v Litoměřicích
- 1990 Výtvarné tendence, Středočeská galerie, Praha
- 2006 České umění XX. století: 1940 – 1970. Alšova jihočeská galerie v Hluboké nad Vltavou.
- 2017 Příliš mnoho zubů – České a slovenské umění šedesátých let ze sbírky Galerie Zlatá husa a Musea Kampa, Museum Kampa, Praha

### Monografie
- Padrta, J.: Jaroslav Paur: Obrazy, Praha, Nakladatelství československých výtvarných umělců, edice Současné profily, Praha 1964
- Šabo, L. (ed.): Jaroslav Paur, Praha, Sophistica Gallery, Praha 2017

### Katalogy autorské
- Rachlík, F. – Lau, J.: Jaroslav Paur: Varšava 1946. Praha, Topičův salon, 1949
- Padrta, J.: Jaroslav Paur: Výběr z díla. Praha, Český fond výtvarných umění, 1960
- Padrta, J.: Jaroslav Paur. Praha, Český fond výtvarných umění, 1962
- Šetlík, J.: Karel Hladík - plastiky; Jaroslav Paur – obrazy. Kladno, Dům osvěty a muzeum, 1963
- Lakosil, J.: Jaroslav Paur: Obrazy. Olomouc, Oblastní galerie výtvarného umění v Olomouci, 1964
- Macek, J.: Jaroslav Paur. Praha, Český fond výtvarných umění, 1965
- Hlaváček, L.: Jaroslav Paur – Tělesa a prostory. Praha, Svaz českých výtvarných umělců, 1970
- Formánek, V.: Jaroslav Paur: Obrazy. Praha, Svaz českých výtvarných umělců, 1979
- Dolejš, J.: Jaroslav Paur: Obrazy. Litoměřice, Severočeská galerie výtvarných umění v Litoměřicích, 1981
- Dolejš, J.: Jaroslav Paur: Obrazy. Dílo - podnik Českého fondu výtvarných umění, Praha, 1982
- Formánek, V.: Jaroslav Paur: Výběr z díla. Praha, Svaz českých výtvarných umělců, 1984

### Katalogy kolektivní (výběr)
- Štech, V. V. – Mrkvička, O.: Výstava studentů výtvarníků. Praha, Mladá Fronta, 1945
- Kol. autorů: Mánes 1946. Praha, Spolek výtvarných umělců Mánes, 1946
- Formánek, V.: IV. přehlídka československého výtvarného umění (1959–1960). Praha, Svaz československých výtvarných umělců, 1959
- Kohoutek, J.: České moderní malířství (Exposice Středočeské galerie). Praha, Středočeská galerie, 1965
- Šetlík, J.: České a slovenské malířství první poloviny 20. století. Praha, Národní galerie v Praze, 1965
- Kohoutek, J.: Výtvarní umělci Středočeského kraje. Praha, Středočeská galerie, 1966
- Borovička, J.: 12 Tschechische Künstler. Worpswede, Worpswede Kunsthalle, 1966
- Hlaváček, L.: Poezie města. Praha, Svaz československých výtvarných umělců, 1967
- oučková, J.: Ze současné tvorby našich malířů (Obrazy z let 1957 - 1966). Pardubice, Východočeská galerie v Pardubicích, 1967
- Němec, J.: Współczesna plastyka z Pragi (XX. Festival Sztuk plastycznych Sopot 1967), Sopot, Biuro wystaw artystycznych / Praha, Svaz československých výtvarných umělců, 1967
- Boučková, J.: České malířství od doby Osmy. Pardubice, Východočeská galerie v Pardubicích, 1968
- Štech, V.V. - Seifert, J. - Kesner, L. - Houdek, B.: Česká krajina. Hluboká nad Vltavou, Alšova jihočeská galerie v Hluboké nad Vltavou, 1969
- Rabas, V. - Čapek, J. - Filla, E. - Halas,F. - Lauda, B.: Boje a zápasy (České umění v boji proti fašismu a válce 1930 – 1945). Hluboká nad Vltavou, Alšova jihočeská galerie v Hluboké nad Vltavou, 1973
- Halířová, M.: České maliarstvo a sochárstvo 20. storočia (prírastky Galerie hl. města Prahy). Bratislava, Galéria mesta Bratislavy, 1977
- Lauda, B.: Umění (České umění 1945/1975). Hluboká nad Vltavou, Alšova jihočeská galerie v Hluboké nad Vltavou, 1979
- Kukla, A. O.: Čas bojů a vítězství (České výtvarné umění let 1938 - 1950). Praha, Galerie hlavního města Prahy / Národní galerie v Praze, 1981
- Kol. autorů: Česká figurativní malba 40. let (II), Roudnice nad Labem, Galerie moderního umění v Roudnici nad Labem, 1982
- Kotalík, J.: S.V.U. Mánes (Výstava k 100. výročí založení). Praha, Svaz českých výtvarných umělců, 1987
- Jelínková, D.: Výtvarné tendence (Obrazy a plastiky 2. poloviny 20. století ze sbírek Středočeské galerie). Praha, Středočeská galerie, 1990
- Tetiva, V.: České umění XX. století: 1940–1970. Hluboká nad Vltavou, Alšova jihočeská galerie v Hluboké nad Vltavou, 2006
- Nešlehová, M. - Musilová, H. - Železný, V. - Pospíšil, J.: Příliš mnoho zubů / Too Many Teeth. Praha, Retro Gallery Praha, 2017

### Ostatní publikace (výběr)
- Laudová, V.: Obraz města v současném malířství. Praha, Odeon, 1978
- Toman, P.: Nový slovník československých výtvarných umělců. Ostrava, Výtvarné centrum Chagall, 1993
- Pavliňák, P.: Signatury českých a slovenských výtvarných umělců. Ostrava, Výtvarné centrum Chagall, 1995
- Nový slovník českých a slovenských výtvarných umělců, Centrum Chagall, Ostrava 1993

### Články v odborném tisku
- Rachlík, F.: Jaroslav Paur, Parallele 50, č.124, 4. 2. 1949
- Raban, J.: Varšava Jaroslava Paura, Kulturní politika, č.4, 1949
- Padrta, J.: Obrazy Jaroslava Paura, Výtvarné umění, X, č.3, 7. 9. 1960
- Padrta, J.: Malíř poezie města, Výtvarná práce, X, č.41962
- Šetlík, J.: J. Paur, Literární noviny, č.8, 1962
- Padrta, J.: Jaroslav Paur, Výtvarné umění, XIV, č. 8, 31. 10. 1964
- Šetík, J.: Jaroslav Paur, Plamen, VII, č. 5, 1965
- Hlaváček, L.: Nové obrazy J. Paura, Výtvarná práce, XIII, č. 5, 4. 12. 1965
- Klivar, M.: Malíř vesmíru, Výtvarná práce, XVII, č.7, 15. 9. 1969
- Hlaváček, L.: Malířský typ Jaroslava Paura, Výtvarné umění, XX, č. 7, 31.12. 1970
- Hlaváček, L.: Malířské poselství kosmu, Tvorba, 20.6.1979
- Kotíková, O.: Paurova města měst, Výtvarná kultura, VII, č. 5, 1983
- Formánek, V.: Výstava J. Paura, Výtvarná kultura, VIII, č.4, 1984
- Kazda, L.: Portréty velkých měst, Messenmagazin international, č.1, 1985
- Kotíková, O.: Nad uzavřeným dílem J. Paura, Výtvarná kultura, č.3, 1988

### Filmy
- Šulc, A.F.: Malíř města, Praha, Československá televize, 1964
- Kořán, J.: Dopis malíři, Praha, Československá televize, 1974

### Výstava v Museu Kampa (2017)

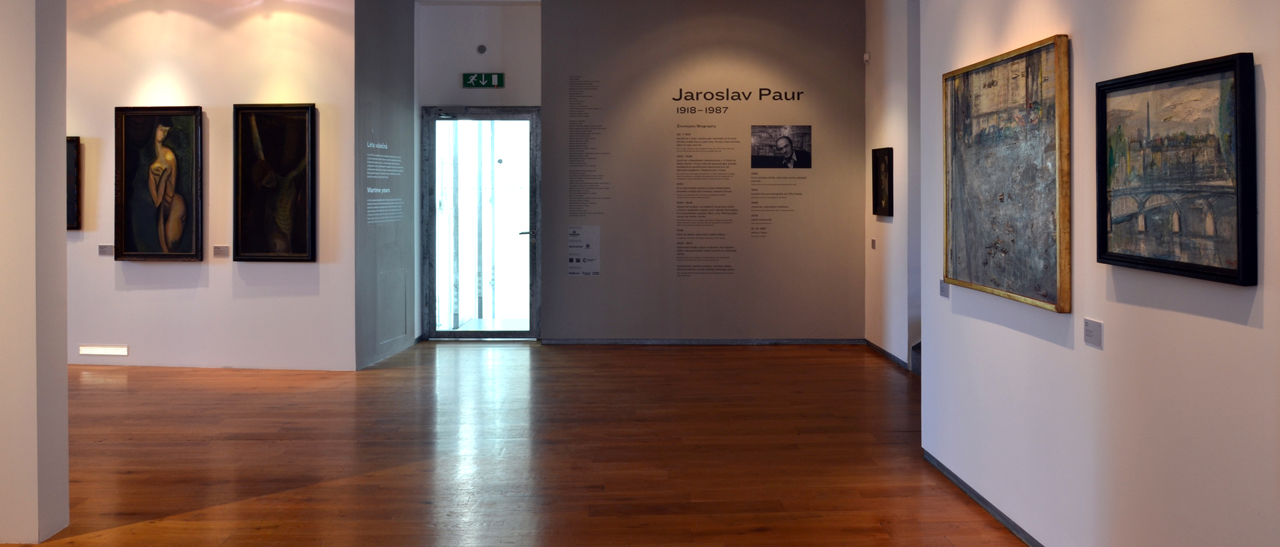
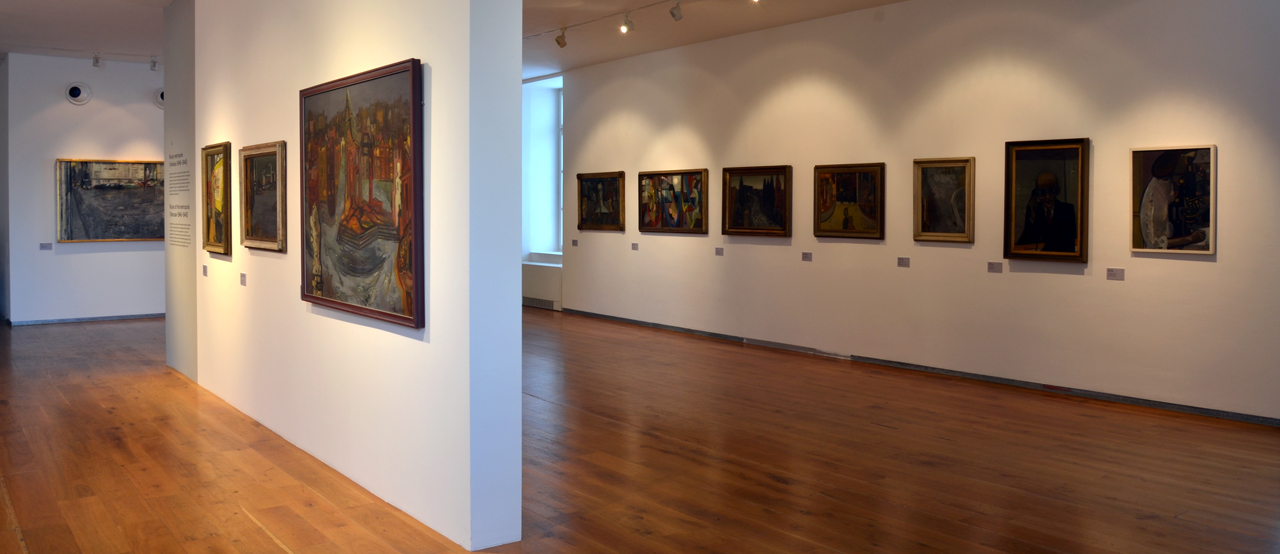
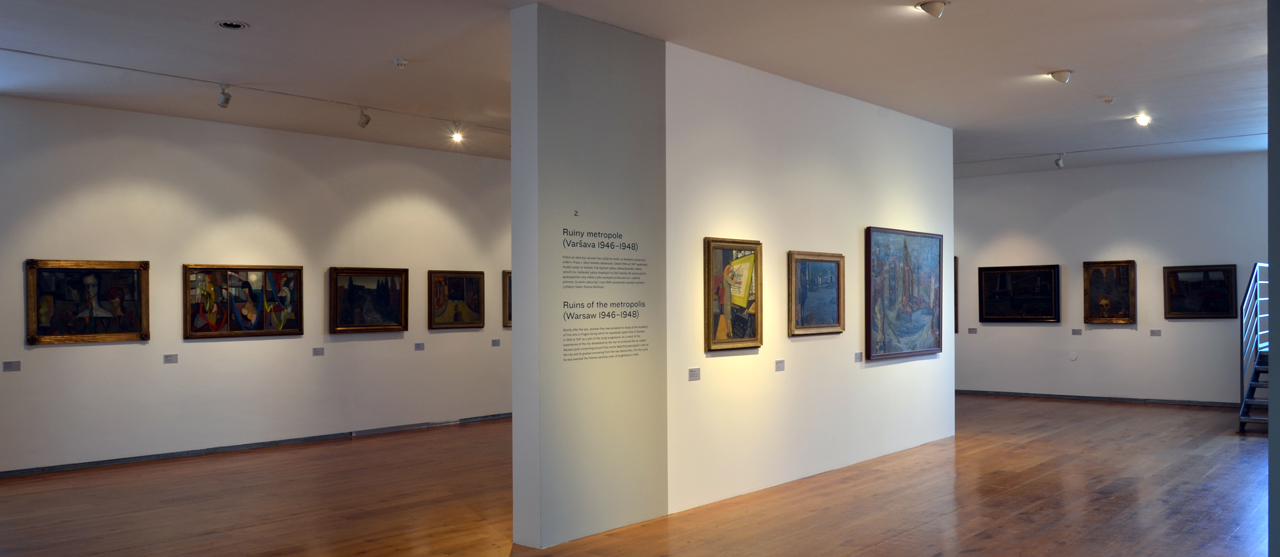
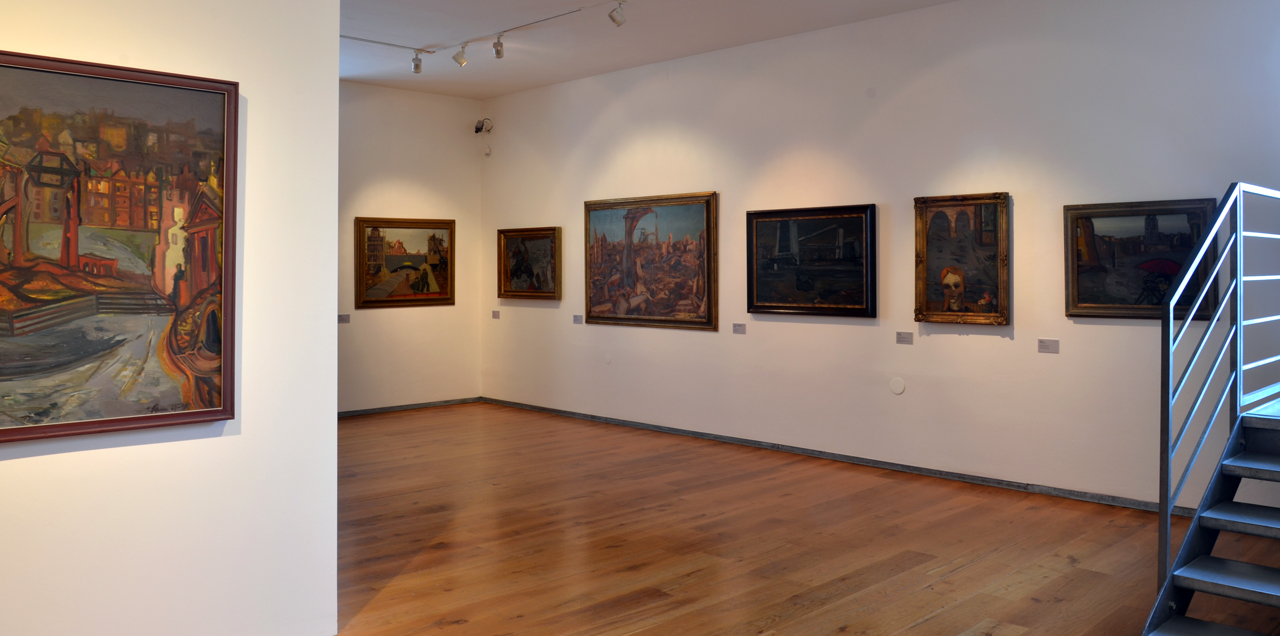
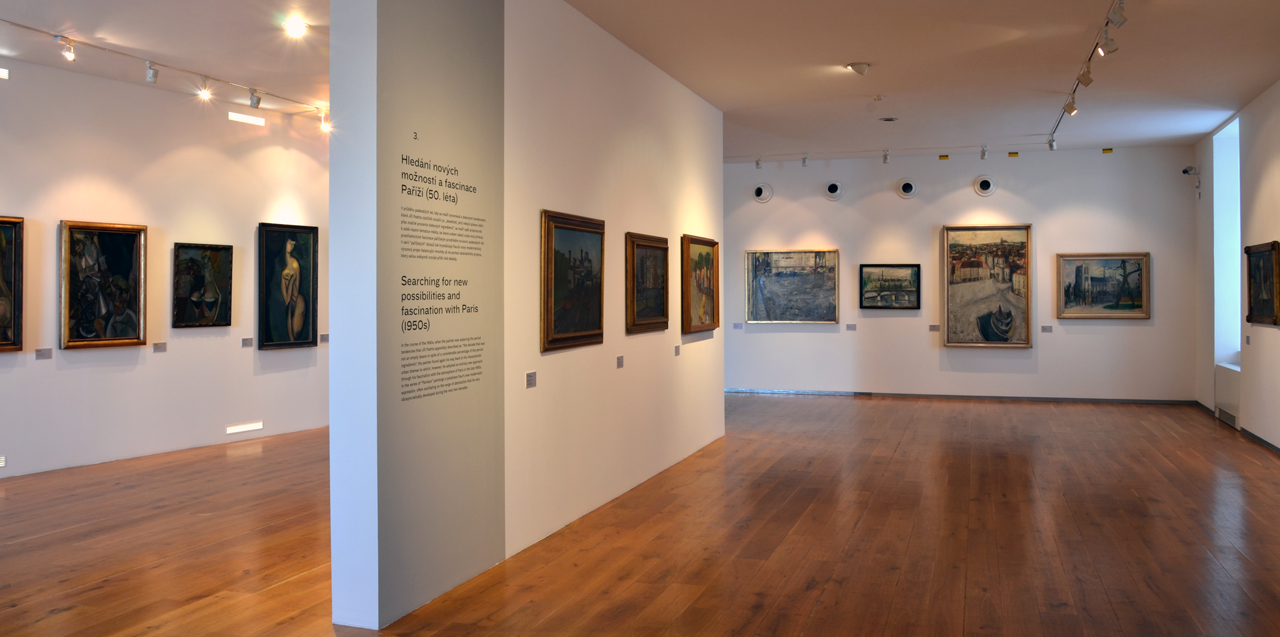
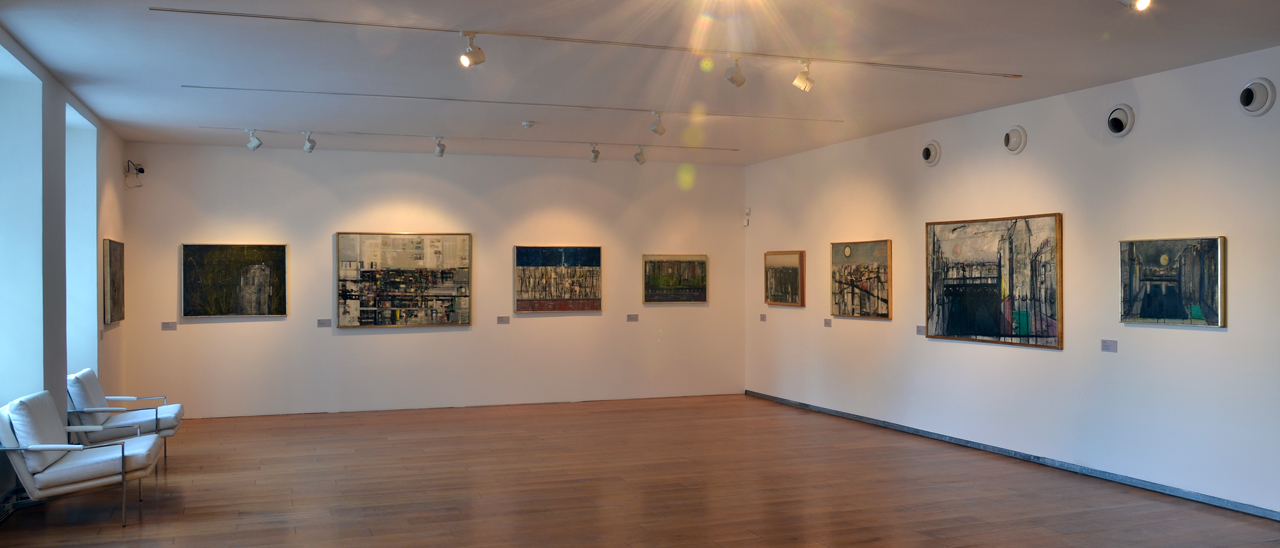
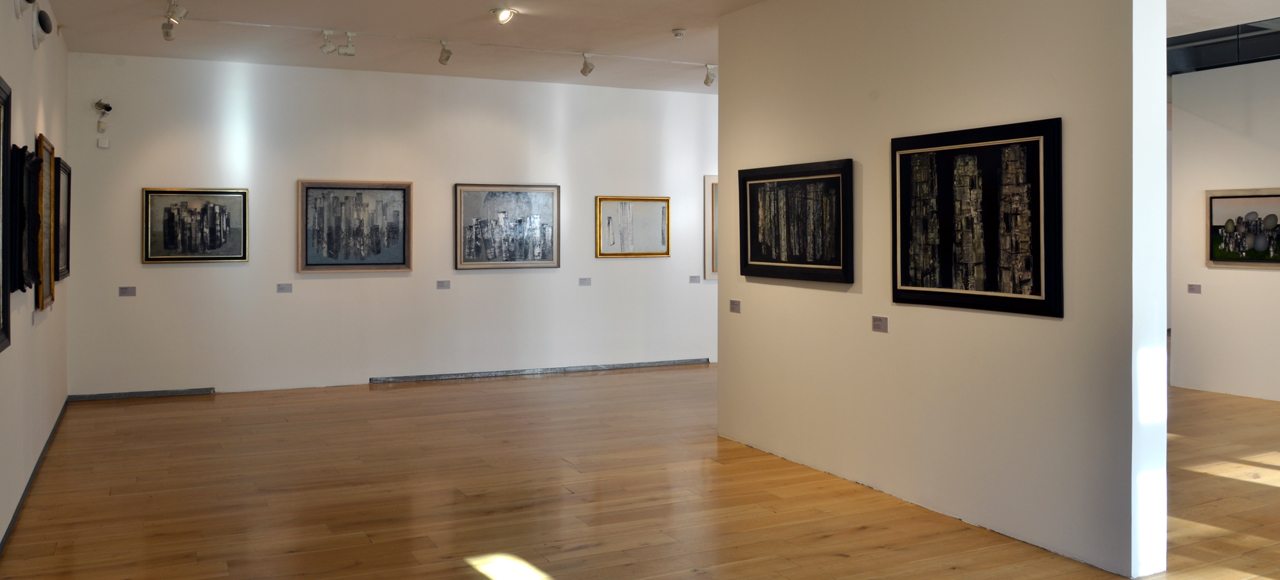
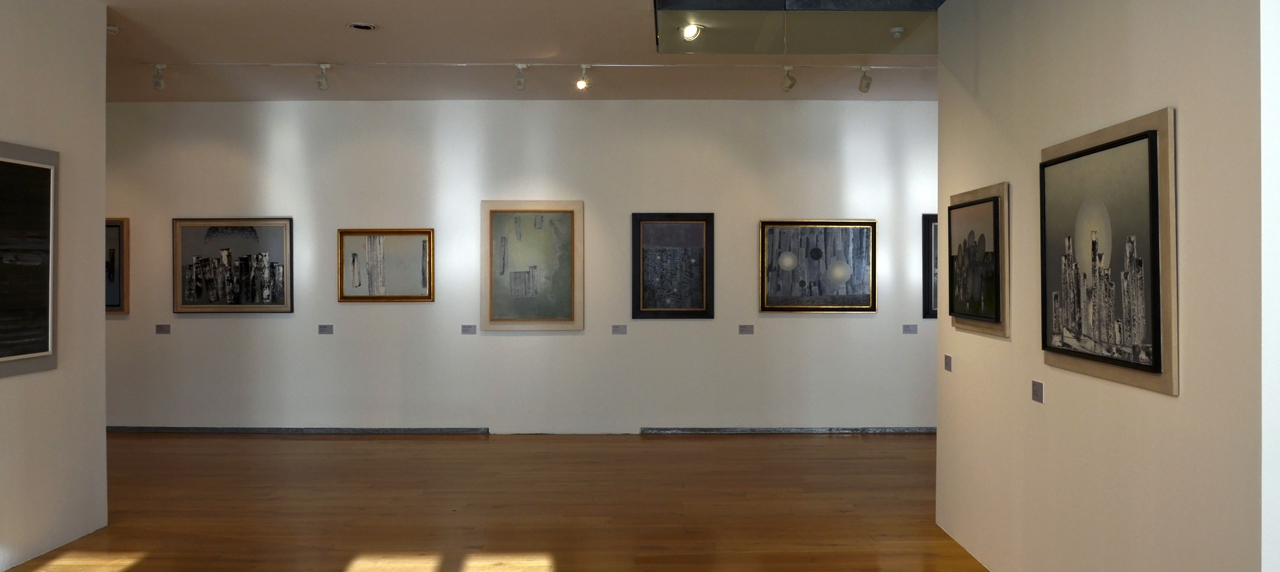
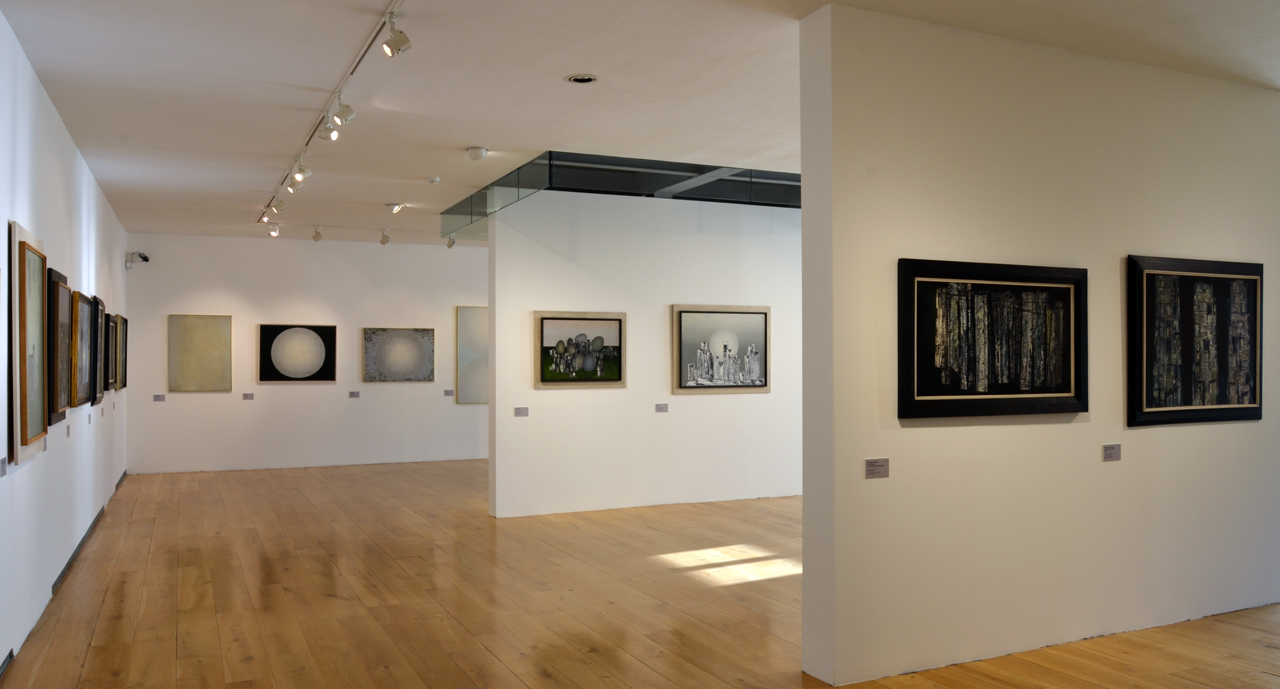
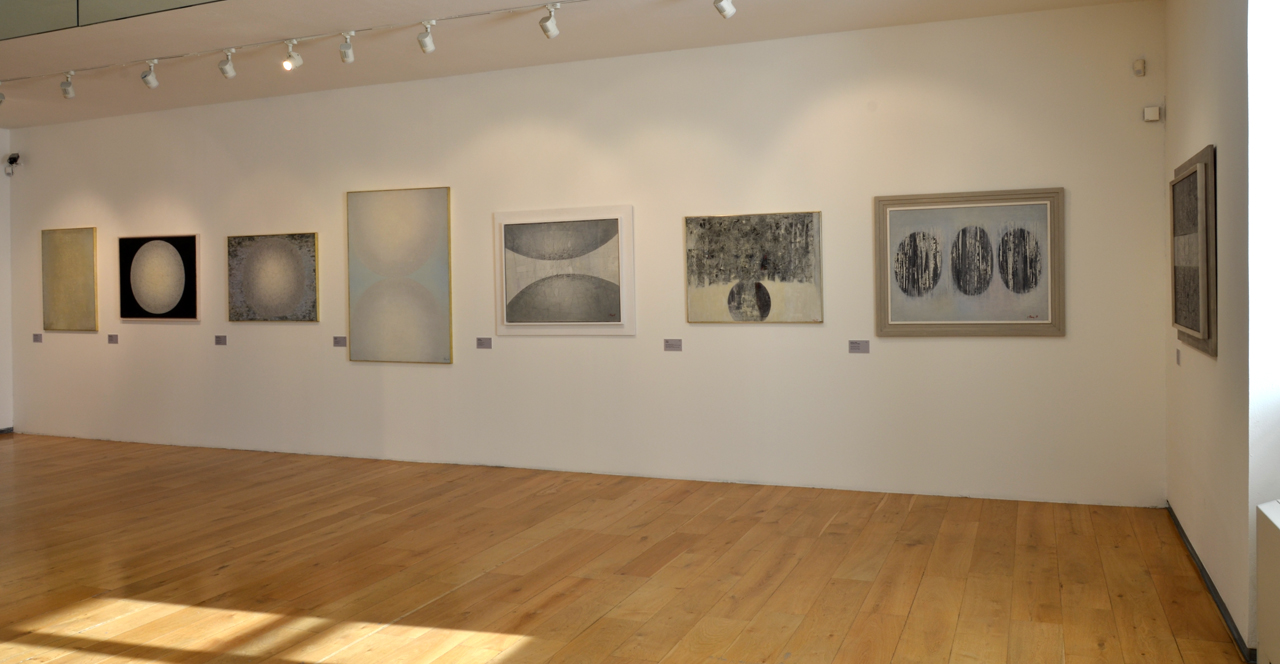